# Rai 3
Rai 3 (prononcé : Rai Tre, en français Rai Trois) est la troisième chaîne de télévision publique italienne à vocation régionale et de services du groupe audiovisuel public Rai.

## Histoire de la chaîne
La chaîne est créée par la loi de réforme de l'audiovisuel de 1975 comme la chaîne régionale culturelle de la Rai sous le nom de Rete 3 (« Réseau 3 »). Elle a commencé ses émissions le 15 décembre 1979 et est rebaptisée Rai Tre le 3 octobre 1983.
Le phénomène de la lottizzazione, qui consiste à donner une chaîne à chaque grand courant politique italien, amène dès 1987 Rai Tre dans la sphère d'influence du Parti communiste italien, à la suite de l'arrivée d'Angelo Guglielmi à la direction de la chaîne et d'Alessandro Curzi (lié au PCI) à la direction de l'information.
À la suite de la réorganisation de 1999, Rai Tre est devenue une télé de services, envisageant même de supprimer la publicité et de ne se financer que par la redevance. Son offre de programme est variée, faite de programmes historiques et culturels, de séries populaires, de sport (Giro d'Italie) et de la traditionnelle programmation régionale avec le TGR et un hebdomadaire le samedi.
En 2010, Rai Tre devient Rai 3 et modifie son logotype pour s'harmoniser avec l'ensemble des chaînes du groupe Rai, de concurrencer Rete 4.
La chaîne est disponible en HD (uniquement par satellite) depuis octobre 2013.

## Identité visuelle

### Logos

Logo de Rai Tre de 1983 à 1988
Logo de Rai Tre de 1988 à 2000
Logo de Rai Tre de 2000 à 2010
Logo de Rai 3 de mai 2010 au 12 septembre 2016
Logo de Rai 3 HD du 25 octobre 2013 au 12 septembre 2016
Logo de Rai 3 depuis le 12 septembre 2016
Logo de Rai 3 HD depuis le 12 septembre 2016

## Versions régionales
| Logo | Nom                      | LCN    | LCN     | LCN | Streaming | Streaming | Zone géographique |
| Logo | Nom                      | TNT    | Tivùsat | Sky | RaiPlay   | Rai TV+   | Zone géographique |
| ---- | ------------------------ | ------ | ------- | --- | --------- | --------- | ----------------- |
|      | Rai 3 TGR Abruzzo        | 3, 816 | 316     | Non | Non       | Oui       | Centre-Sud        |
|      | Rai 3 TGR Alto Adige     | 3, 806 | 306     | Non | Non       | Oui       | Nord-Est          |
|      | Rai 3 TGR Basilicata     | 3, 820 | 320     | Non | Non       | Oui       | Sud               |
|      | Rai 3 TGR Calabria       | 3, 821 | 321     | Non | Non       | Oui       | Sud               |
|      | Rai 3 TGR Campania       | 3, 818 | 318     | Non | Non       | Oui       | Sud               |
|      | Rai 3 TGR Emilia-Romagna | 3, 811 | 311     | Non | Non       | Oui       | Nord-Est          |
|      | Rai 3 TGR FVG            | 3, 809 | 309     | Non | Non       | Oui       | Nord-Est          |
|      | Rai 3 Bis                | 3, 810 | 310     | Non | Non       | Oui       | Nord-Est          |
|      | Rai 3 TGR Lazio          | 3, 815 | 315     | Non | Non       | Oui       | Centre            |
|      | Rai 3 TGR Liguria        | 3, 803 | 303     | Non | Non       | Oui       | Nord-Ouest        |
|      | Rai 3 TGR Lombardia      | 3, 804 | 304     | Non | Non       | Oui       | Nord-Ouest        |
|      | Rai 3 TGR Marche         | 3, 813 | 313     | Non | Non       | Oui       | Centre            |
|      | Rai 3 TGR Molise         | 3, 817 | 317     | Non | Non       | Oui       | Sud               |
|      | Rai 3 TGR Piemonte       | 3, 802 | 302     | Non | Non       | Oui       | Nord-Ouest        |
|      | Rai 3 TGR Puglia         | 3, 819 | 319     | Non | Non       | Oui       | Sud               |
|      | Rai 3 TGR Sardegna       | 3, 822 | 322     | Non | Non       | Oui       | Sud               |
|      | Rai 3 TGR Sicilia        | 3, 823 | 323     | Non | Non       | Oui       | Sud               |
|      | Rai 3 TGR Toscana        | 3, 812 | 312     | Non | Non       | Oui       | Centre            |
|      | Rai 3 Südtirol           | 3, 808 | 308     | Non | Non       | Oui       | Nord-Est          |
|      | Rai 3 TGR Trentino       | 3, 807 | 307     | Non | Non       | Oui       | Nord-Est          |
|      | Rai 3 TGR Umbria         | 3, 814 | 314     | Non | Non       | Oui       | Centre            |
|      | Rai 3 Vallée d'Aoste     | 3, 801 | 301     | Non | Non       | Oui       | Nord-Ouest        |
|      | Rai 3 TGR Veneto         | 3, 805 | 305     | Non | Non       | Oui       | Nord-Est          |

## Réseau régional
Rai 3 comptait 21 directions régionales tous dans le chef-lieu sauf pour la Calabre et les Abruzzes où les sièges régionaux se situent à Cosence et Pescara respectivement, dans la Province autonome de Bolzano il y a un autre siège régional situé à Bolzano pour transmettre les programmes (comme le TGR) en italien, allemand et ladin, comme dans les sièges régionaux de Trieste et d'Aoste, qui transmettent les programmes respectivement en slovène et en français respectivement.
| Régions                 | Direction régionale | Date de création                   | Images des sièges régionaux |
| ----------------------- | --- | ---------------------------------- | --------------------------- |
| Vallée d'Aoste          | Siège Rai d'Aoste Diffusée en région Vallée d'Aoste en italien, français et en valdôtain par Rai Vd'A et RAI Vd'A - Programmes. | 1968                               |                             |
| Piémont                 | Centre de production Rai de Turin Diffusée en région Piémont en italien. | 24 août 1924                       |                             |
| Ligurie                 | Siège Rai de Gênes Diffusée en région Ligurie en italien. | 1928                               |                             |
| Lombardie               | Centre de Production Rai de Milan Diffusée en région Lombardie en italien. | 3 janvier 1954                     |                             |
| Trentin-Haut-Adige      | Siège Rai de Trente Diffusée en province autonome de Trente en italien par la station Rai Trentino. | printemps 1966                     | -                           |
| Trentin-Haut-Adige      | Siège Rai de Bolzano Diffusée dans la Province autonome de Bolzano en italien, en allemand et en ladin par les stations Rai Alto Adige, Rai Südtirol et Rai Ladinia respectivement. Pour les programmes en allemand et en ladin, il y a une chaîne bis nommé Rai 3 Südtirol.  | 12 juillet 1928                    |                             |
| Vénétie                 | Siège Rai de Venise Diffusée en région Vénétie en italien | 1964                               |                             |
| Frioul-Vénétie Julienne | Siège Rai de Trieste Diffusée en région Frioul-Vénétie Julienne en italien, en frioulan et en slovène par les stations Rai Friuli Venezia Giulia et Rai Furlanija Julijska Krajina respectivement. Pour les programmes en slovène, il y a une chaîne bis nommé Rai 3 BIS FJK. | 1931                               |                             |
| Émilie-Romagne          | Siège Rai de Bologne Diffusée en région Émilie-Romagne en italien. | 1986                               |                             |
| Toscane                 | Siège Rai de Florence Diffusée en région Toscane en italien. | 18 avril 1968                      |                             |
| Ombrie                  | Siège Rai de Pérouse Diffusée en région Ombrie en italien. | 3 octobre 1959                     |                             |
| Marches                 | Siège Rai d'Ancône Diffusée en région Marches en italien. | 1938                               | -                           |
| Latium                  | Centre de radiodiffusion Biagio Agnes ou centre de production Rai de Saxa Rubra Diffusée en région Latium en italien. | 5 juin 1990                        |                             |
| Abruzzes                | Siège Rai de Pescara Diffusée en région Abruzzes en italien. | 15 décembre 1959                   | -                           |
| Molise                  | Siège Rai de Campobasso Diffusée en région Molise en italien. | ? ancien siège 2010 actuelle siège | -                           |
| Campanie                | Centre de production Rai de Naples Diffusée en région Campanie en italien. | 7 mars 1963                        |                             |
| Pouilles                | Siège Rai de Bari Diffusée en région Pouilles en italien. | 11 mars 1959                       | -                           |
| Basilicate              | Siège Rai de Potenza Diffusée en région Basilicate en italien. | 25 mai 1959                        |                             |
| Calabre                 | Siège Rai de Cosence Diffusée en région Calabre en italien. | 11 décembre 1958                   |                             |
| Sicile                  | Siège Rai de Palerme Diffusée en région Sicile en italien. | 1986                               |                             |
| Sardaigne               | Siège Rai de Cagliari Diffusée en région Sardaigne en italien. | après la Seconde Guerre mondiale   | -                           |

## Organisation

### Dirigeants
Présidents :
- Giuseppe Rossini : 1979-1987
- Angelo Guglielmi : 1987-1994
- Luigi Locatelli : 1995-1996
- Giovanni Minoli : 1996-1998
- Francesco Pinto : 1998-2000
- Giuseppe Cereda: 2000-2002
- Paolo Ruffini : 2002-2009 et 2010-2011
- Antonio Di Bella : 2009-2010 et 2011-2013
- Andrea Vianello : 2013-2016
- Daria Bignardi: 2016-2017
- Stefano Coletta : 2017-2020
- Silvia Calandrelli: 2020
- Franco Di Mare: dès 2020

### Capital
Rai 3 est détenue à 100 % par le groupe Rai.

## Programmes

### Information
- TG3 : le journal télévisé de la chaîne, dirigé par Bianca Berlinguer
- TGR : le journal télévisé des régions d'Italie
- TGR Piazza Affari : Journal télévisé économique, produit par le siège de Milan
- Report : enquêtes
- Ballarò : reportages et approfondissements politiques
- Elisir : santé
- Chi l'ha visto?
- Che ci faccio qui
- Blu Notte – Misteri italiani
- Agorà
- Mi manda Rai 3
- In 1/2 ora

La chaîne retransmet Rai News 24 du mardi au samedi de 2 h 00 à 7 h 00.

### Divertissement
- Blob
- Cominciamo Bene
- Fuori orario - cose (mai) viste (films indépendants)
- Gazebo
- Un giorno in pretura
- NeriPoppins

### Jeux
- Per un pugno di libri : jeu sur les livres et sur la littérature

### Documentaires et culture
- Geo & Geo
- La grande storia
- Sostiene Bollani : émission consacrée à la musique indépendante, présentée par Stefano Bollani
- TGR Leonardo : le JT des sciences, produit par le siège de Turin
- Il viaggio : art et architecture d'Italie, présenté par Pippo Baudo
- Passepartout : arts et cultures du monde
- Estovest : info sur l'Europe de l'Est, produit par le siège de Trieste
- Mediterraneo : magazine sur la Méditerranée, produit par le siège de Palerme et co-produit par France 3 Provence-Alpes et France 3 Corse Via Stella
- Le storie – Diario italiano : politique, cultures, histoire et faits divers, présenté par Corrado Augias
- Pane Quotidiano : approfondissements culturels et littéraires
- TV Talk : infos et approfondissements sur la TV italienne
- Kilimangiaro : documentaires et voyages
- Correva l'anno : histoire
- Ulisse, il piacere della scoperta : documentaires et science
- Ombre sul giallo : chroniques noires

### Sport
- Sfide
- Giro d'Italia
- Tour de France

### Séries
- La squadra
- Un posto al sole
- The Newsroom
- Scandal
- Großstadtrevier
- Terra Nostra
- Non Uccidere
- Bangla

## Diffusion

### Diffusion en Italie
- Diffusion analogique en Italie : chaîne n° 3
- Diffusion numérique en Italie : chaîne n° 3
- Diffusion satellite en Italie : Sky Italia : Chaîne n° 103

### Diffusion à l'étranger

#### Suisse
- naxoo, MC Cable : Chaîne n° 203

#### Belgique
- VOO numérique: Chaîne n°192 / Proximus : Chaîne n° 222/ Satellite Télésat : Chaîne 142